# Heilig Kreuz (Eurasburg)

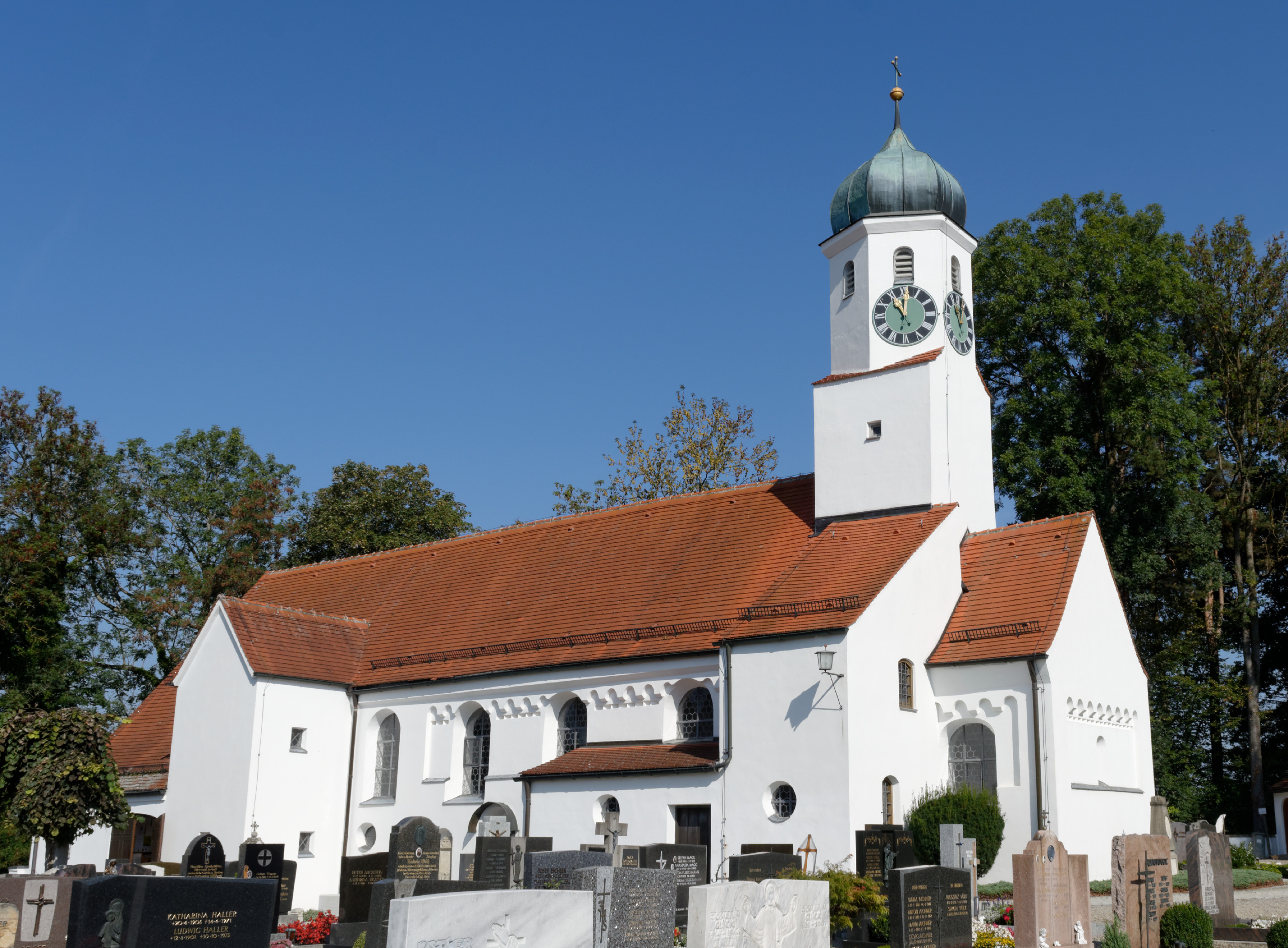
Hl. Kreuz in Eurasburg

Die Kuratiekirche und ehemalige Wallfahrtskirche Heilig Kreuz ist ein Baudenkmal in Eurasburg (Schwaben).

## Geschichte
Das Fundament der Kirche am nördlichen Rand eines Burgstalls, vermutlich aus dem 10. Jahrhundert, stammt aus der Zeit vor 1180. Im Kern ist die Kirche romanisch und datiert vermutlich auf die zweite Hälfte des 12. Jahrhunderts. 1550 wurde die Kirche umgebaut, worauf unter anderem Reste einer gotischen Ausmalung hinweisen. 1580 ist erstmals das Patrozinium Heilig Kreuz bezeugt. 1764/65 wurde eine Sakristei ergänzt und das Chordach geändert. Später wurde der ursprüngliche Dachreiter zu einem Viereckturm mit Satteldach ausgebaut, auf welchen 1764 ein Sechseckturm mit Zwiebelhaube aufgesetzt wurde. 1875 wurde die Kirche nach Plänen des Friedberger Maurermeisters Xaver Ilg um vier Meter verlängert und die Ausstattung wurde von Eduard Baldauf und C. Port neugotisch umgestaltet. Der Stuck in Stile des Bandlwerkstucks stammt aus dem Jahre 1923/24. Das Deckengemälde, welches die Kreuzauffindung durch die hl. Helena zeigt, wurde von Hans Kögl aus Pasing erstellt. Die Kirche wurde 1936/37 nach Westen verlängert und verbreitert.
Im 19. Jahrhundert gab es offenbar mehrere Wallfahrten nach Eurasburg.

## Baubeschreibung
Bei Heilig Kreuz handelt es sich um einen flachgedeckten Saalbau mit eingezogenem, quadratischem Chor und Turm mit Zwiebelhaube.

## Kruzifix
Das Kruzifix am Hochaltar, um 1649 (und 1717) datiert, ist aus Eichenholz und war eines von drei Kreuzen auf dem Lechfeld südwestlich des Schwabhofs. Dort wurde es während der Aufklärungszeit entfernt und kam schließlich 1851 in die Kirche.